# Karl Freiberger
Karl Freiberger (ur. 6 lutego 1902, zm. 22 września 1977) – austriacki sztangista, mistrz świata. 

## Kariera
Największy sukces w karierze osiągnął w 1923 roku, kiedy podczas mistrzostw świata w Wiedniu zdobył złoty medal w wadze średniej. W zawodach tych wyprzedził swego rodaka Leopolda Friedricha i Albertsa Ozoliņša z Łotwy. Był to jedyny medal wywalczony przez Freibergera na międzynarodowej imprezie tej rangi. W 1924 roku wystartował na igrzyskach olimpijskich w Paryżu, gdzie w wadze lekkociężkiej zajął czwarte miejsce. Był tam drugi w podrzucie, czwarty w rwaniu, trzeci w wyciskaniu, drugi w podrzucie jednorącz i piąty w rwaniu jednorącz, łącznie uzyskując 487,5 kg. Walkę o podium przegrał tam z Friedrichem o 2,5 kg. 
Na rozgrywanych cztery lata później igrzyskach w Amsterdamie był szósty w tej samej kategorii. Tym razem zajął piąte miejsce w podrzucie, siódme w rwaniu i piąte w wyciskaniu, łącznie uzyskując 322,5 kg.